# Nauernaschepolder
De Nauernaschepolder is een van de vanaf 1872 drooggemaakte IJpolders langs het Noordzeekanaal in de Nederlandse provincie Noord-Holland. De polder wordt aan de noordwestzijde begrensd door de Noorder IJdijk. Aan de oostzijde wordt de polder begrensd door Zijkanaal D, dat de verbinding vormt tussen de Nauernasche Vaart en het Noordzeekanaal.
Tot eind 20e eeuw had de polder een agrarisch karakter. Sinds halverwege jaren tachtig is de polder in gebruik genomen als stortplaats. Deze wordt volgens afspraken uit de Overeenkomst Nauerna in drie fasen omgebouwd tot een 60 hectare groot natuur- en recreatiepark genaamd Park Nauerna. (oplevering fase 1 in 2015, oplevering fase 2 in 2019, oplevering fase 3 in 2023). Op 15 hectare zal be- en verwerking van afval plaats blijven vinden.
Aan de zuidkant van de polder loopt langs de kanaaldijk de Nauernaseweg (s150).